# Cristo si è fermato a Eboli
Cristo si è fermato a Eboli è un romanzo autobiografico dello scrittore italiano Carlo Levi scritto tra il dicembre del 1943 e il luglio del 1944 a Firenze e pubblicato da Einaudi nel 1945.
Sotto il regime fascista, negli anni 1935-1936, lo scrittore fu condannato al confino a causa della sua attività antifascista e dovette trascorrere un lungo periodo in Basilicata, prima a Grassano e poi ad Aliano (che nel libro viene chiamata Gagliano imitando la pronuncia locale), dove ebbe modo di conoscere la realtà di quelle terre. Al ritorno dal confino Levi, dopo aver trascorso un lungo periodo in Francia, scrisse il romanzo, nel quale rievoca il periodo trascorso a Gagliano (Aliano) e quello precedente a Grassano.
Lo stesso Levi scrive nella sua prefazione: "Come in un viaggio al principio del tempo, Cristo si è fermato a Eboli racconta la scoperta di una diversa civiltà. È quella dei contadini del Mezzogiorno: fuori della Storia e della Ragione progressiva, antichissima sapienza e paziente dolore. Il libro tuttavia non è un diario; fu scritto molti anni dopo l'esperienza diretta da cui trasse origine, quando le impressioni reali non avevano più la prosastica urgenza del documento."

## Trama

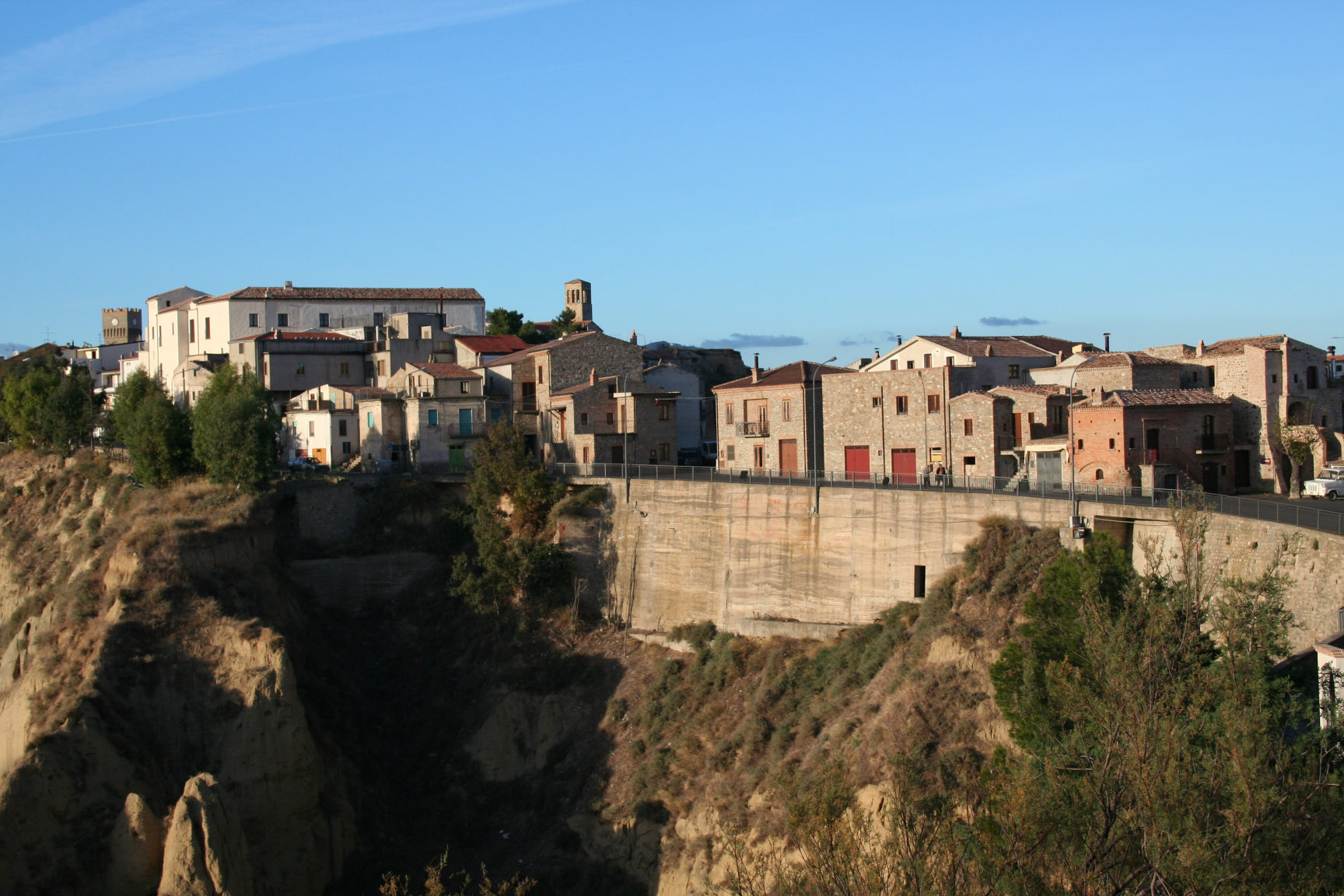
Scorcio di Aliano

Agosto 1935. Carlo Levi, dopo aver lasciato Grassano, precedente tappa del suo confino, racconta il proprio arrivo a Gagliano, accompagnato da "due rappresentanti dello Stato, dalle bande rosse ai pantaloni e dalle facce inespressive" e provando un grande dispiacere per aver dovuto dire addio al paese dove stava precedentemente, in cui si trovava piuttosto bene.
Arrivato a Gagliano egli viene "scaricato e consegnato al segretario comunale" e, dopo essere stato presentato al segretario comunale e al brigadiere, rimane solo in mezzo alla strada. Per Levi, il primo impatto è molto brusco: una prima occhiata lo convince che i tre anni di confino che dovrà trascorrere in quel luogo saranno molto lunghi e oziosi e l'immagine del paese, così chiuso e sperduto, suggerisce subito alla sua mente l'idea della morte.
Dopo aver osservato il paese, si avvia verso quello che sarà il primo alloggio, indirizzato dal segretario, la cui cognata, rimasta vedova, ha in casa sua una camera che affitta ai rari viandanti di passaggio e vive a pochi passi dal municipio. Dalla vedova verrà in seguito a conoscenza di molte cose riguardo al luogo e alla gente che abita il paese.
Durante la sua prima passeggiata in paese conosce il podestà don Luigi Magalone, detto Luigino, e i due medici del paese, i dottori Gibilisco e Milillo, che però, pur esercitando quella professione, non ne sono affatto validi rappresentanti. Gli abitanti del paese, a causa di ciò, saranno spesso portati a chiedere consulenze mediche a Levi, il quale si sentirà piuttosto angosciato, in quanto, oltre a non voler entrare in competizione con i due "medicaciucci", come vengono chiamati in paese Milillo e Gibilisco, capisce che l'ingenua fiducia dei contadini che si affidano a lui "chiedeva un ricambio" ed è consapevole che, pur potendo contare su una sufficiente preparazione di studi teorici, non possiede un'altrettanto buona capacità pratica (non avendo mai esercitato la professione) e la sua partecipazione emotiva è molto lontana dalla necessaria mentalità scientifica, "fatta di freddezza e di distacco".

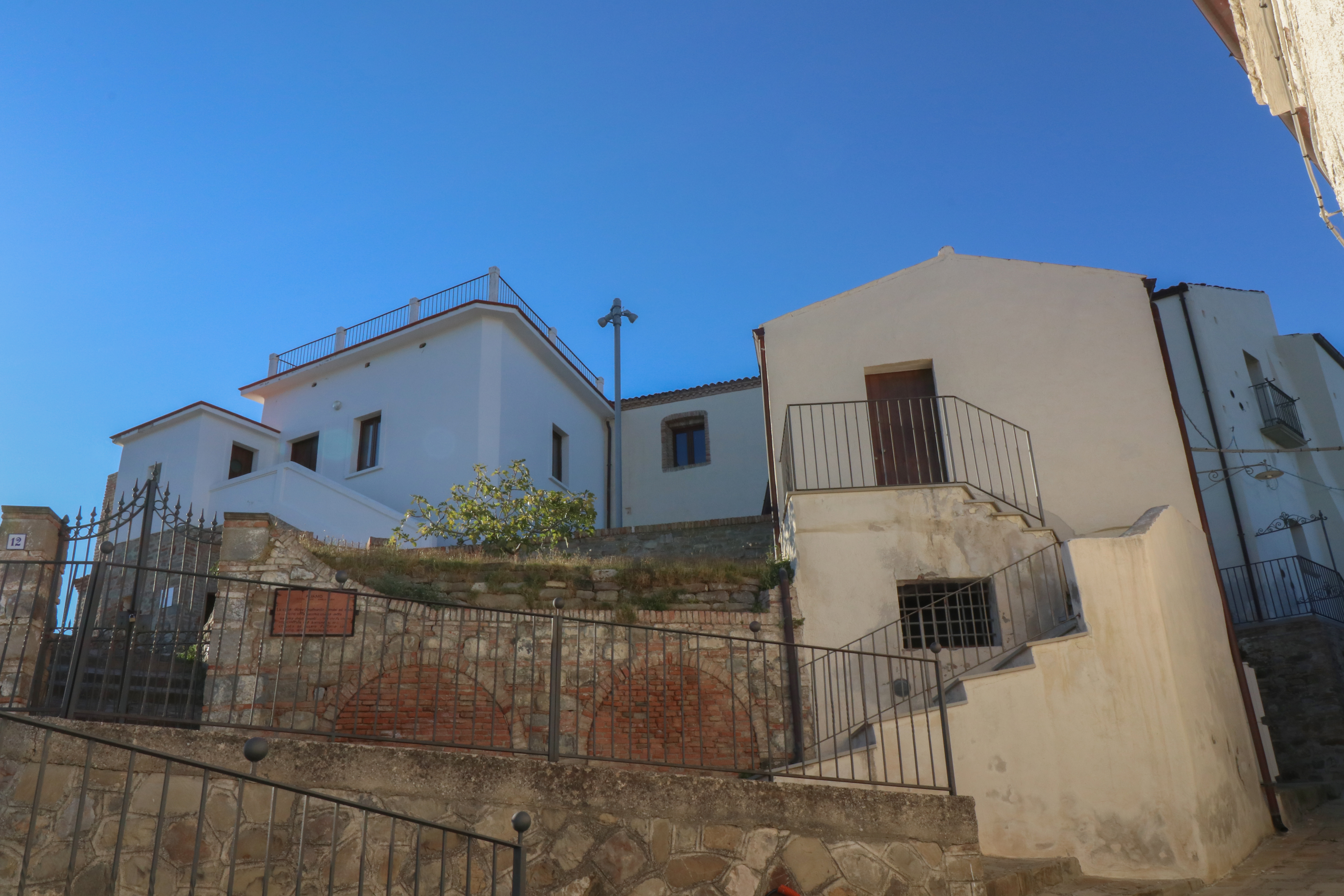
La casa confino di Carlo Levi

Fra le persone che conosce nei giorni successivi ci sono donna Caterina Magalone, sorella del podestà, una signora impositiva e intrigante, e don Giuseppe Trajella (all'anagrafe Scaiella), il parroco del paese, assegnato a Gagliano come punizione in quanto sospettato di pedofilia, ormai rassegnato all'odio e al disprezzo dei paesani e agli atteggiamenti miscredenti e superstiziosi dei contadini.
A spezzare la monotonia di quei lunghi giorni sarà l'arrivo di sua sorella Luisa, che lo incoraggia e lo consiglia, portandogli dei medicinali e alcuni strumenti per poter curare i contadini del luogo.
Alla ricerca di un po' di solitudine, l'unico luogo che Levi trova è il cimitero, il quale è situato poco fuori dal paese. Qui inizia a prendere l'abitudine di sdraiarsi sul fondo di una fossa per contemplare il cielo, dove finisce spesso per addormentarsi, con il suo cane Barone ai suoi piedi. Nel cimitero conosce anche il becchino del paese, un vecchio dall'eccezionale resistenza fisica, famoso per la sua capacità di ammansire i lupi.
Il cimitero è anche l'unico posto dove il paesaggio rompe la sua monotonia. È qui perciò che Levi prende l'abitudine di dipingere, spesso sorvegliato da un carabiniere mandato dal pedante podestà.

Dopo aver soggiornato per venti giorni a casa della vedova, il protagonista si trasferisce ad abitare in una casa che era del precedente parroco di Gagliano, don Rocco Macioppi; in questo luogo Levi si trova a proprio agio, soprattutto grazie al fatto che la casa è situata nella parte esterna del paese, lontano dagli sguardi inquisitori del podestà. Si presenta ora il problema di trovare una donna per fare le pulizie, prendere l'acqua alla fontana e preparare da mangiare, e a questo proposito Levi dice: 
Donna Caterina risolve il problema trovandogli come domestica Giulia, una delle tante "streghe" di Gagliano, ovvero una di quelle donne che hanno avuto molti figli da uomini diversi e che praticano delle specie di "riti magici".

Dopo tre mesi di permanenza a Gagliano, al protagonista giunge da Matera un permesso di tornare per alcuni giorni a Grassano, la sua precedente residenza, per sistemare alcuni effetti personali. Qui Levi torna indietro con la mente e con i ricordi, rincontra i vecchi amici e assiste a uno spettacolo di attori viaggianti dopo aver ottenuto il permesso di uscire alla sera dal dottor Zagarella, podestà di Grassano. "I pochi giorni di Grassano" passano in fretta ed egli deve presto ripartire per ritornare nella solitudine gaglianese.
Ormai l'inverno è alle porte, le giornate si accorciano e il clima peggiora. Con l'inverno giunge anche il Natale, e con esso un fatto increscioso: il parroco don Trajella celebra la messa natalizia ubriaco o fingendo di essere tale, simulando inoltre la perdita del testo della predica e il ritrovamento "miracoloso" di una lettera spedita da parte di un contadino partito volontario per la guerra in Abissinia, contenente i saluti per tutto il paese, che legge al posto dell'orazione. L'evento non suscita affatto l'approvazione del podestà Magalone, che fa successivamente in modo di cacciare il parroco. Un altro evento che suscita molto interesse nel paese è l'arrivo del sanaporcelle, erede dell'antica tradizione di famiglia di castrare le scrofe, togliendo le ovaie per farle ingrassare di più.

Arriva la fine dell'anno: 
Nel mese di aprile 1936 Levi riceve un telegramma che gli annuncia la morte di un parente, quindi la questura lo autorizza a recarsi, ben scortato, per pochi giorni, fino a Torino, sua città di origine. Egli vede, in questa occasione, la città con occhi nuovi: guarda con distacco amici e parenti, rendendosi conto che la sua esperienza meridionale lo ha cambiato profondamente sia nei modi di fare sia interiormente.
Al suo ritorno in Lucania lo aspettano alcune novità, tra le quali la scomparsa di Giulia, la sua domestica, a causa della gelosia dell'attuale compagno di lei, e l'arrivo del nuovo parroco, sostituto di don Trajella, allontanato a causa degli avvenimenti natalizi.

Qualche tempo dopo, in mezzo all'euforia fascista per la conquista dell'Etiopia e al dispiacere dei contadini, Levi riceve la liberazione dal confino con due anni di anticipo e, con la descrizione del suo triste viaggio in treno, termina il romanzo. 
(Firenze, dicembre 1943 - luglio 1944)

## Caratteristiche dell'opera

### La tipologia dei personaggi
Costoro si stagliano nitidi sullo sfondo del paesaggio che assume, nella sua descrizione, caratteristiche mitiche. Alla gente del luogo si mescolano personaggi misteriosi come i briganti, invisibili ma presenti.

### La realtà lucana
Eboli è la cittadina campana dove, al tempo del confino di Levi, "la strada e il treno abbandonano la costa di Salerno e il mare, e si addentrano nelle desolate terre di Lucania. Cristo non è mai arrivato qui, né vi è arrivato il tempo ... ". I contadini di questa terra non appartenevano ai comuni canoni di civiltà, ma erano inseriti in una storia diversa, con un sapore magico e pagano, una Storia nella quale Cristo non è mai arrivato. Emblema ne è la città di Matera, con la vita nei suoi Sassi.
L'immersione nella realtà sociologica del confino ad Aliano e la conseguente analisi dei ritmi della tradizione rurale con particolare riguardo ai suoi rapporti con lo Stato italiano, porta, grazie alla grande capacità osservativa dello scrittore-pittore, a una profonda analisi della questione meridionale, raccordando l'endemica arretratezza a un'incapacità storica di comprensione reciproca tra un Nord e un Sud profondamente divisi nel tempo e nella storia. In questo contesto, particolarmente interessante risulta la lucida contestualizzazione del fenomeno del brigantaggio.
(Carlo Levi)
Va inoltre messo in rilievo che in questo libro Carlo Levi non narra per filo e per segno quanto gli è occorso durante il confino lucano: vi sono infatti delle sfasature tra tempo fittizio (la cronologia degli episodi raccontati nel libro) e tempo reale (la cronologia del confino lucano dell'autore).
L'autore evidenzia l'incolmabile distanza che separa il contadino lucano dallo Stato che egli considera un'entità astratta, incomprensibile, minacciosa contro la quale l'unico atteggiamento possibile di difesa è la rassegnazione: "Lo Stato è più lontano del cielo, e più maligno, perché sta sempre dall'altra parte". Levi aggiunge: "Non può essere lo Stato [...] a risolvere la questione meridionale, per la ragione che quello che noi chiamiamo problema meridionale non è altro che il problema dello Stato".

### Le analogie con la narrativa neorealista
Nell'opera di Levi si possono sentire forti analogie con il filone di narrativa neorealista sia per la puntuale documentazione, sia per l'aspetto sociologico che essa presenta.

### Il registro di scrittura
Il testo si presenta sotto forma di generi diversi e omogenei. Dal genere di carattere memorialistico l'autore passa a quello diaristico, al saggio storico e sociologico e lo stile è quello della meditazione e della descrizione di personaggi e paesaggi.
Notevole l’uso del ‘discorso indiretto libero’.

### Edizioni del libro
Il romanzo ebbe subito un grande successo e raggiunse ben presto la fama in tutto il mondo. Dopo la prima pubblicazione, avvenuta stranamente nella Collana "Saggi" di Einaudi nel settembre 1945, uscì una seconda edizione nel 1946, ristampata nel 1947. Nel 1963 il romanzo fu pubblicato nella Collana NUE con una nota dell'autore. Sono anche state curate numerose edizioni scolastiche in forma ridotta, con commento e schede di comprensione del testo. Nel 1974 uscì una cartella, col medesimo titolo del libro, contenente 7 litografie di Carlo Levi e una presentazione di Italo Calvino. Dal 1994 l'Editore Einaudi ha proposto il libro coi saggi introduttivi di Calvino e Jean-Paul Sartre.

## Trasposizione filmica del libro
Nel 1979 dal libro è stato tratto il film omonimo, per la regia di Francesco Rosi, il quale firmò anche la sceneggiatura assieme a Tonino Guerra e Raffaele La Capria, e interpretato da Gian Maria Volonté, Paolo Bonacelli, Alain Cuny, Lea Massari, Irene Papas e Antonio Allocca.